# Ruelisheim
 Ruelisheim (en alsacià Rüelese) és un municipi francès, situat a la regió del Gran Est, al departament de l'Alt Rin. L'any 2006 tenia 2.693 habitants.

## Demografia
| 1962  | 1968  | 1975  | 1982  | 1990  | 1999  |
| ----- | ----- | ----- | ----- | ----- | ----- |
| 1.175 | 1.312 | 1.546 | 1.890 | 2.653 | 2.657 |

## Administració
| Període | Identitat          | Partit |
| ------- | ------------------ | ------ |
| 2001-   | Philippe Hartmeyer |        |